# Saison 3 de La Vie de famille
Chronologie
Saison 2 Saison 4
Cet article présente la troisième saison de la sitcom américaine La Vie de famille (Family Matters).

## Distribution

### Acteurs principaux
- Reginald VelJohnson (VF : Marc Cassot) : Carl Otis Winslow
- Jo Marie Payton-Noble (VF : Claude Chantal) : Harriette Winslow
- Darius McCrary (VF : Adrien Antoine) : Edward « Eddie » James Arthur Winslow
- Kellie Shanygne Williams (VF : Sarah Marot) : Laura Lee Winslow
- Jaimee Foxworth (VF : Patricia Legrand) : Judith « Judy » Winslow
- Rosetta LeNoire (VF : Jane Val) : Estelle « Mamie » Winslow
- Telma Hopkins : Rachel Crawford
- Jaleel White (VF : Gilles Laurent) : Steven Quincy « Steve » Urkel/Myrtle Urkel
- Bryton McClure : Richie Crawford

### Acteurs récurrents
- Shawn Harrison (en) : Waldo Faldo

### Invités
- Barry Jenner (en) : Lieutenant Lieu Murtaugh

## Liste des épisodes

### Épisode 1:Et que ça saute!
- Shawn Harrison : Waldo Geraldo Faldo
- Barry Jenner : Lieutenant Murtaugh
- Lowell : Lowell
- Julie Uribe : Jaworski

### Épisode 2:La Tête et les Jambes
- David Baur : Alex Phillips
- Shawn Harrison : Waldo Geraldo Faldo
- David Hayward : Coach Redding
- Cherie Johnson : Maxine Johnson

### Épisode 3:Roméo et Laura
- Barry Jenner : Lieutenant Murtaugh
- Cherie Johnson : Maxine Johnson
- Susan Krebs : Mme Steuben
- Bethany McKinney : fille à l'audition
- Bumper Robinson : Daniel Wallace

### Épisode 4:Des mots qui blessent
- Earl Boen : Dr Goodrich

### Épisode 5:Un bébé qui a grandi
- Cherie Johnson : Maxine Johnson
- Perry Moore : Officier Mike Doyle
- Mason Adams : Juge Vance

### Épisode 6:Le Procès
- Mason Adams : Juge Vance
- Shawn Harrison : Waldo Geraldo Faldo

### Épisode 7:Le Robot
- Michael Chambers : Urkelbot
- Shawn Harrison : Waldo Geraldo Faldo

### Épisode 8:Sélections
- Mike Genovese : Coach Westfield
- Barry Jenner : Lieutenant Murtaugh
- Janine Jordae : Beth
- Bennie Lee McGowan : Mme Gherkin
- Kim Valentine : Cassie Lynn

### Épisode 9:La Bande
- Jaime Cardriche : Osgood
- Shawn Harrison : Waldo Geraldo Faldo
- Barry Jenner : Lieutenant Murtaugh
- Juan Pope : Chain

### Épisode 10:Revirement
- Shawn Harrison : Waldo Geraldo Faldo
- Barry Jenner : Lieutenant Murtaugh
- Danielle Nicolet : Vonda Mahoney
- Lynn Swann : Greg Johnston
- Tammy Townsend : Jenny

### Épisode 11:L'Ami cadeau
- Garcelle Beauvais : Lulu
- Shawn Harrison : Waldo Geraldo Faldo
- Bumper Robinson : Daniel Wallace

### Épisode 12:Une paire de dames
- Barry Jenner : Lieutenant Murtaugh
- Keone Young : Fred Yamano
- Bob Delegall : George Randolph
- Daniel Faraldo (it) : Ramon
- Malaika (en) : Lisa
- Thom Curley : le coach

### Épisode 13:La Chorale
- Earl Billings : Man
- Shana Renee : Becky
- Mifflin Stan : lui-même
- Ron Taylor : Pastor Peeble

### Épisode 14:Le Test de l'amitié
- Patrick Cronin : M. Howard
- Howard George : Langweaver
- Shawn Harrison : Waldo Geraldo Faldo
- Barry Jenner : Lieutenant Murtaugh
- Gary McGurk : Ned
- Gregory White : Al

### Épisode 15:Délinquants juvéniles
- Shaun Baker : Clarence
- Vivica A. Fox : Halawna
- Barry Jenner : Lieutenant Murtaugh
- Mari Morrow : Oneisha

### Épisode 16:La Brune explosive
- Essence Atkins : Becky
- Shawn Harrison : Waldo Geraldo Faldo
- Nicholas Hormann : M. Walbrook
- LaWanda Page : Elmerita Puckerwood

### Épisode 18:Atout cœur
- Cherie Johnson : Maxine Johnson
- Bumper Robinson : Daniel Wallace

### Épisode 19:Les Femmes au pouvoir
- Cal Gibson : Al
- Loretta Jean : Gloria
- Clyde Kusatsu : Principal Edgar Shimata
- Robert Noble : Bernie
- Marley Shelton : Becky Sue
- Kim Valentine : Cassie Lynn

### Épisode 20:Rien qu'un petit baiser
- Johnny Gill : lui-même
- Shawn Harrison : Waldo Geraldo Faldo
- Cherie Johnson : Maxine Johnson
- Thom Sharp : Bob
- Jesse Stock : Kid with Snowball

### Épisode 21:Steve craque
- Shawn Harrison : Waldo Geraldo Faldo
- Barry Jenner : Lieutenant Murtaugh

### Épisode 22:Le Pensionnaire
- Barry Jenner : Lieutenant Murtaugh
- Rugg Williams : partenaire étude de Laura

### Épisode 23:Urkel flic
- Michael Chambers : Urkelbot
- Annie Gagen : Customer
- Shawn Harrison : Waldo Geraldo Faldo
- Barry Jenner : Lieutenant Murtaugh
- Matt Landers : Robber
- Ron Smith : Laurabot

### Épisode 24:Les Séducteurs
- Shawn Harrison : Waldo Geraldo Faldo
- Derek McGrath : Pat
- Mari Morrow : Oneisha
- Lisa Marie Russell : Nicole
- Judette Warren : Tanya

### Épisode 25:Adieu ma Laura
- Shawn Harrison : Waldo Geraldo Faldo
- Barry Jenner : Lieutenant Murtaugh
- Cherie Johnson : Maxine Johnson

## Anecdotes
- Darius McCrary est absent de l'épisode 4.
- Rosetta LeNoire est absente de 5 épisodes.
- Jaimee Foxworth et Bryton McClure sont absents de 3 épisodes.
- Jo Marie Payton-Noble est absente de l'épisode 21.